# Steve Halliwell
Stephen (Steve) Harold Halliwell, född 19 mars 1946 i Bury i Greater Manchester, död 15 december 2023 i Leeds, var en brittisk skådespelare. Han är mest känd i rollen som Zak Dingle i TV-serien Hem till gården.